# Yūki Furukawa
Yūki Furukawa (古川 雄輝?, Furukawa Yūki; Tokyo, 18 dicembre 1987) è un attore giapponese.
Trasferitosi in Canada con la famiglia all'età di 7 anni, ha in seguito frequentato le scuole superiori a New York; tornato in patria all'età di 19 anni si è concentrato sempre più nella sua carriera. Lavora per l'agenzia Horipro.

## Filmografia

### Cinema
- Risutāto wa Tadaima no Ato de (2020)
- My Little Monster (Tonari no Kaibutsu-kun) (2018) - Yuuzan Yoshida
- Colors of Wind (Kaze no Iro) (2018) - Ryo / Takashi
- Laughing Under the Clouds (Donten ni Warau) (2018) - Sousei Abeno
- L (2016) - Ovesu
- The Sun (Taiyo) (2016) - Fujita Morishige
- Litchi Hikari Club (Raichi☆Hikari Kurabu) (2016) - Zera
- Poison Berry in My Brain (Nounai Poison Berry) (2015) - Ryoichi Saotome
- Tada's Do-It-All House: Disconcerto (Mahoro Ekimae Kyousoukyoku) (2014) - Detective Sawada
- Wood Job! (Wood Job! Kamusari Nana Nichijo) (2014) - Shoji Hasegawa
- The eternal zero (Eien no Zero) (2013)
- Beyond the memories (Kiyoku Yawaku) (2013) - Kiyomasa Komine
- Torihada Gekijo (2012)
- High School Debut (Koko Debt), (2011) -Yui Asaoka

## Drama Series

### Televisione
- Juyo Sankounin Tantei (TV Asahi / 2017) - Toma Shimon
- ERASED (bokudake ga inai machi) (2016)
- Crystal's Beating (Suisho no Kodo) (WOWOW / 2016) - Masato Yaginuma
- 5-ji Kara 9-ji Made: Watashi ni Koi Shita Obōsan (Fuji TV / 2015) - Satoshi Mishima
- Stone's Cocoon (Ishi no Mayu) (WOWOW / 2015) - Toremi
- Itazura na Kiss 2 ~ Love in OKINAWA (Fuji TV TWO, 2014)
- Bitter Blood (Fuji TV, 2014)
- Otto no Kanojo (TBS, 2013)
- Yae no Sakura (NHK, 2013)
- Husband’s Lover (Otto no Kanojo) (TBS / 2013) - Yasushi Ishiguro
- Itazura na Kiss ~ Love in TOKYO (Fuji TV TWO, 2013)
- Heaven's Ark (Ten no Hakobune) (WOWOW / 2012-2013) - (ep.5)
- Rich Man, Poor Woman (Fuji TV, 2012, ep1-2,4,7-8)
- Bitter Sugar (Bitaa Shugaa) (NHK / 2011) - ep.7-8
- Boku to Star no 99 Nichi (Fuji TV, 2011)
- Tonari no Akuma-chan ~Mizu to Mizonokuchi~ (Fuji TV, 2011)
- Asuko March! (TBS, 2010)